# Poecilopsis montana
Poecilopsis montana är en fjärilsart som beskrevs av Harrison. Poecilopsis montana ingår i släktet Poecilopsis och familjen mätare. Inga underarter finns listade i Catalogue of Life.